# Prix Eckert-Mauchly
Le prix-Mauchly Eckert, lancé en 1979, a pour but de récompenser les contributions aux systèmes numériques et aux architectures des ordinateurs. Ce prix porte pour nom celui des deux principaux concepteurs de l'ENIAC en 1947, John Eckert et John William Mauchly. Ce prix est attribué conjointement par l'Association for Computing Machinery et l'IEEE Computer Society. 

## Lauréats
- 1979 Robert S. Barton
- 1980 Maurice V. Wilkes
- 1981 Wesley A. Clark
- 1982 Gordon C. Bell
- 1983 Tom Kilburn
- 1984 Jack B. Dennis
- 1985 John Cocke
- 1986 Harvey G. Cragon
- 1987 Gene Amdahl
- 1988 Daniel P. Siewiorek
- 1989 Seymour Cray
- 1990 Kenneth E. Batcher
- 1991 Burton J. Smith
- 1992 Michael J. Flynn
- 1993 David J. Kuck
- 1994 James E. Thornton
- 1995 John Crawford
- 1996 Yale Patt
- 1997 Robert Tomasulo
- 1998 T. Watanabe
- 1999 James E. Smith
- 2000 Edward Davidson
- 2001 John Hennessy
- 2002 Bantwal Ramakrishna "Bob" Rau
- 2003 Joseph A. (Josh) Fisher
- 2004 Frederick P. Brooks
- 2005 Robert P. Colwell
- 2006 James H. Pomerene
- 2007 Mateo Valero
- 2008 David Patterson
- 2009 Joel Emer
- 2010 William Dally
- 2011 Gurindar S. Sohi
- 2012 Algirdas Avizienis
- 2013 James R. Goodman
- 2014 Trevor Mudge
- 2015 Norman Jouppi
- 2016 Uri Weiser
- 2017 Charles P. Thacker
- 2018 Susan J. Eggers
- 2019 Mark D. Hill
- 2020 Luiz André Barroso
- 2021 Margaret Martonosi
- 2022 Mark Horowitz
- 2023 Kunle Olukotun
- 2024 Wen-Mei Hwu